# Monmouth
Monmouth ([mɒnməθ]IPA, velšsky Trefynwy – „město na Monnow“) je město na jihovýchodě Walesu ve Spojeném království. Leží na soutoku řek Monnow a Wye jen něco přes tři kilometry od hranice s Anglií, ve vzdálenosti 58 kilometrů na severovýchod od Cardiffu a 204 kilometrů na západ od Londýna. Patří do hrabství Monmouth a podle sčítání v roce 2001 mělo 8 877 obyvatel.
Za římské říše spadalo území do provincie Británie a byla zde malá pevnost Blestium. Město zde vzniklo za Normanů, kteří zde po roce 1067 postavili hrad. Jeho středověký kamenný most s branou je jediný svého druhu, který se v Británii dochoval. Hrad se později dostal do majetku Lancasterů a v roce 1387 se zde narodil král Jindřich V. Plantagenet. V roce 1536 se stal správním sídlem okolního hrabství.
Dnes je Monmouth turistickým cílem a také se zde konají trhy. Pro okolní venkov je lokálním centrem obchodu, služeb, vzdělávání i kultury. Je spojen silnicí A40 na dálnici M4 v Newportu a dálnici M50 v Ross-on-Wye.

## Jméno
Anglické jméno Monmouth je zkráceninou z Monnow-mouth, tedy „ústí Monnowu“. Velšské jméno řeky, Mynwy, možná původně znamenalo „rychle proudící“ a bylo poangličtěno na Monnow. Původní velšské jméno města bylo Abermynwy („ústí Monnowu“), které bylo později v 17. století nahrazeno Trefynwy („město na Monnowu“ – písmenko m se změnilo na f).

## Dějiny
Vykopávky, které provedla Monmouthská archeologická společnost na místech podél Monnow Street, odhalily mnoho informací o rané historii města. Podle Council for British Archeology patří Monmouth mezi deset nejvýznamnějších měst z hlediska archeologie.

### Éra Říma
Prvním známým osídlením na místě Monmouthu byla malá římská pevnost Blestium, jedna z mnoha v rozsáhlé sítě vojenských základen založených na obranu hranic Římem obsazených území. Blestium bylo římskou silnicí spojeno s většími římskými městy Glevum a Isca Augusta . Archeologové zde našli v dnešním středu města římské hrnce a římské mince. Během pozdního období nadvlády Říma, mezi druhým a čtvrtým stoletím, bylo Blestium zřejmě střediskem výroby železa, k čemuž byly využívány místní zdroje železné rudy a dřevěného uhlí, které také pocházelo z nedalekých římských středisek Gobannium a Ariconium (blízko dnešního Ross-on-Wye).

### Středověk
Po konci nadvlády Říma v Británii spadal Monmouth k jižnímu okraji velšského království Ergyng. Jediným důkazem nepřetržitého osídlení v této době je záznam o kostele ze sedmého století, který se nacházel na neznámém místě ve městě a byl zasvěcen k Kadokovi, velšskému svatému. V roce 1056 vyplenil oblast velšský princ Gruffydd ap Llywelyn, který tudy postupoval se svou armádou Velšanů, Anglosasů a Dánů na Hereford, kde porazil Ralpha a vyplenil saský burh.
Po ovládnutí Anglie Normany v roce 1066 se stal zdejším hrabětem William fitzOsbern z normandského Breteuil, jeden z mnoha blízkých spojenců Viléma Dobyvatele, který dostal na starost bránit oblast proti Velšanům. Byl zde postaven nový hrad, který hlídal okolní oblast včetně přechodů přes řeky i přírodních zdrojů. Zpočátku se jednalo o hrad typu motta s předhradím, teprve později přestavěný z kamene a opevněný. Okolo hradu pak vyrostlo město. V roce 1075 zde bylo založeno benediktinské převorství Withenocem, Bretoncem, který se stal monmouthským pánem když Roger z Breteuil, syn William fitzOsberna, upadl v nemilost u krále a byl zbaven svého panství. V převorství později sídlil mimo jiných také mnich Geoffrey z Monmouthu, který se narodil kolem roku 1100 a je znám skrze své dílo: kroniku Historia Regum Britanniae („Dějiny králů Británie“).
Město bylo zaznamenáno v Domesday Book a dále se rozšiřovalo. Předměstí Overmonnow na západním břehu řeky se začalo rozvíjet v 12. století. Dobové prameny zmiňují, že i v této době se na základě místních zdrojů železné rudy a dřevěného uhlí zpracovávalo železo v místních kovárnách. Struska z výroby železa se shromažďovala na hromadách a pak bývala používána do základů budov; odtud pochází například dochovaný uliční název Cinderhill Street (cinder – struska, hill – kopec, street – ulice).
V době, kdy Jindřich III. Plantagenet bojoval s barony, kteří chtěli omezit jeho moc, bylo město dějištěm významné bitvy v roce 1233, v které byly královy síly na hlavu poraženy Richardem Marshalem, hrabětem z Pembroke. Později byl hrad rozšířen královým synem Edmundem Crouchbackem, když se tento stal lancesterským hrabětem v roce 1267. Okolo roku 1300 už mělo hradby samotné město a byl opevněn i most přes Monnow. Most, který stojí dodnes a je pěší zónou, je jediným dochovaným podobného typu v Británii a údajně jedním z pouhých tří v Evropě.
V roce 1326 byl na hradě krátce vězněn král Eduard II. poté, kdy jej svrhla jeho choť Izabela se svým milencem Rogerem Mortimerem. V polovině čtrnáctého století se stal hrad majetkem Lancesterů díky manželství Jana z Gentu s Blankou Lancasterovou. Jan z Gentu posílil opevnění hradu, přidal Velkou síň, a hrad se stal oblíbeným sídlem rodu. V roce 1387 se narodil v budově brány Marii de Bohun a Jindřichu Bolinbrookeovi (který byl v době porodu byl na lovu v okolí hradu) vnuk Jana z Gentu, pozdější král Jindřich V. Plantagenet. Ten pak v dospělosti i díky podpoře lučištníků s dlouhým lukem z okolí Monmouthu vyhrál bitvu u Azincourtu v roce 1415. Na paměť Jindřicha V. bylo hlavní monmouthské náměstí pojmenováno Agincourt Square („Azincourtské“) a na průčelí budovy správy hrabství je jeho socha.
Od 14. století dál se město stává známé díky výrobě vlněných monmouthských čapek (Monmouth cap). Následkem blízkosti hranice byl ovšem blahobyt města narušen vypleněním okolních sídel, například Usku a Grosmontu, při útocích příznivců Owaina Glyndŵra okolo roku 1405.

### 16., 17. a 18. století

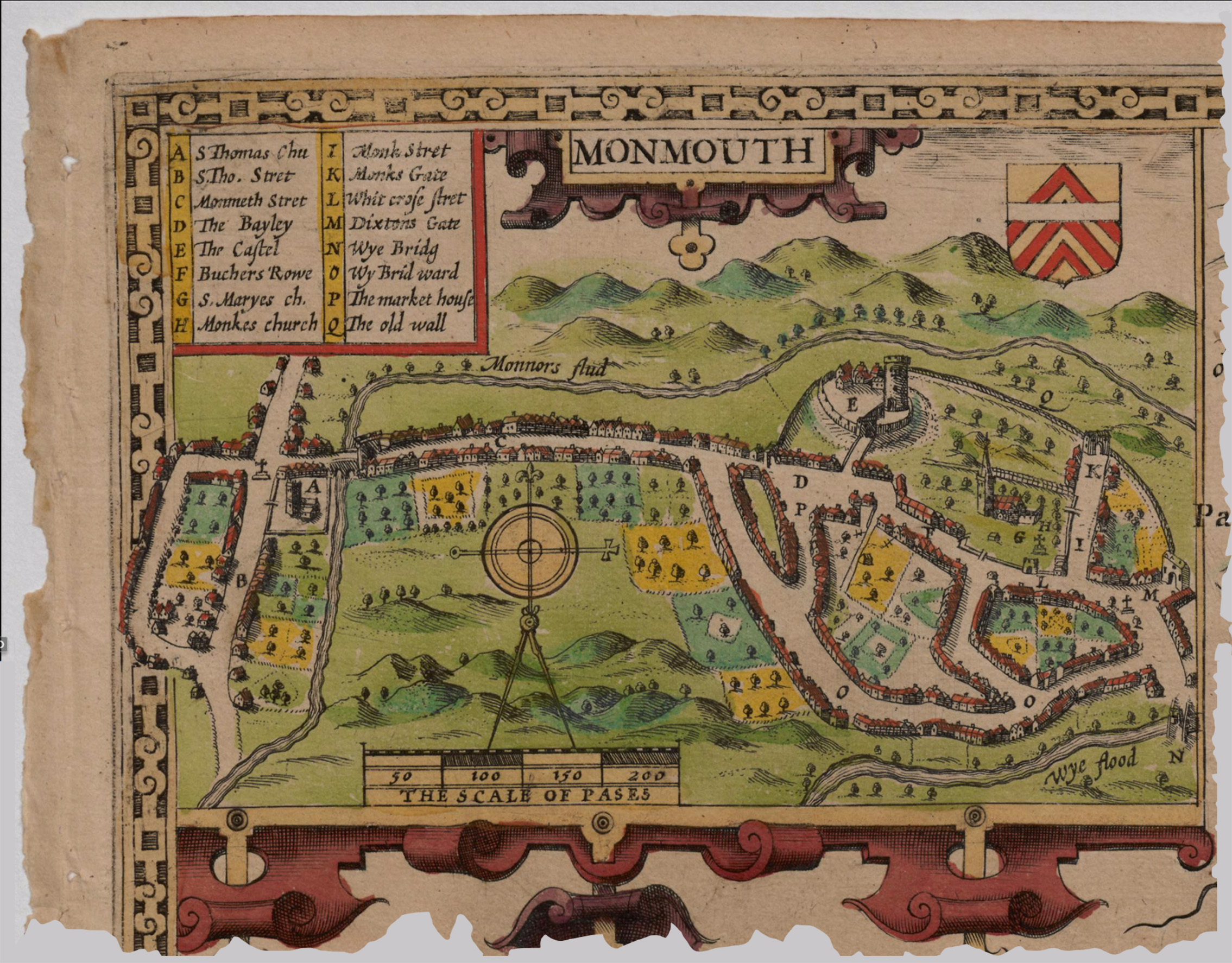
Monmouth na mapě Johna Speeda z roku 1610

V roce 1536 Jindřich VIII. Tudor v rámci vyhlašování zákonů o Unii spojil správu Anglie a Walesu a zrušil výsady hraničních pánů (Marcher Lords). Vzniklo nové hrabství pokrývající území na západ od Gloucestershiru a Herefordshiru a jeho hlavním městem se stal Monmouth. Ve stejné době také došlo k zrušení převorství a Monmouth získal právo na reprezentanta v anglickém parlamentu. V roce 1605 udělil Jakub I. Stuart Monmouthu veřejným listem městská práva. List přitom zahrnuje požadavek, že město „ve všech nastávajících časech … bude a zůstane městem míru a klidu, aby bylo příkladem a hrozbou pro zkažené a k odměně dobrých“. Rozvržení města dochované na mapě Johna Speeda z roku 1610 je i dnes jeho obyvateli snadno rozpoznatelné, jeho osou zůstává ulice Monnow Street vedoucí z hradu k mostu. Jedná se o typickou ulici určenou pro trhy, která je uprostřed široká (aby bylo místo pro prodávající) a na koncích úzká (aby nemohl snadno utéci dobytek).
V roce 1614 založil William Jones Monmouthskou školu. Během Anglické občanské války hrad třikrát změnil majitele a navštívil ho i Oliver Cromwell na své cestě k dobytí hradu Chepstow a k obležení hradu Pembroke v roce 1648. Monmouthský hrad byl po skončení války úmyslně rozbořen, ale město dále prospívalo. V roce 1673 byl postaven Great Castle House, který je dnes sídlem Royal Monmouthshire Royal Engineers, nejstaršího pluku Britské armády. V roce 1724 byla postavena Shire Hall, přičemž původně sloužila k místním soudům.
Ke konci 18. století se město stalo výchozím střediskem pro ty, kteří se chtěli projet na loďce údolím řeky Wye s výhledy mimo jiné na hrad Goodrich, Tinternské opatství a hrad Chepstow. Mimo jiné tak navštívili Monmouth básníci William Wordsworth, Samuel Taylor Coleridge a Robert Southey a malíř William Turner.

### 19. a 20. století

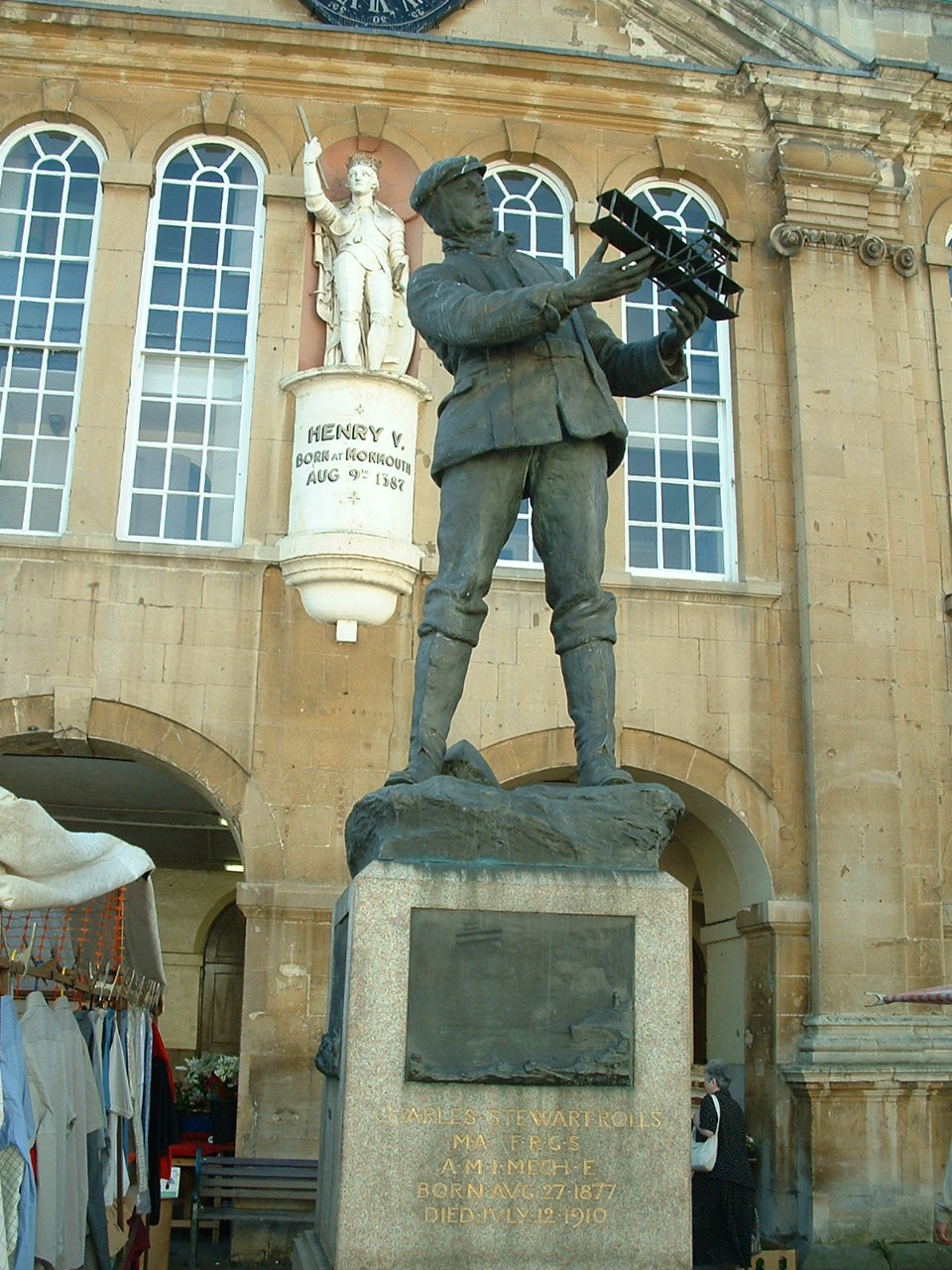
Socha Charlese Rollse

V roce 1802 navštívil město Horatio Nelson, který si uvědomoval význam místních lesů jakožto dodavatelů dřeva pro Královské námořnictvo, a povolil postavit na blízkém kopci Kymin Hill Naval Temple („námořní chrám“) mimo jiné i k své poctě. V roce 1840 byly v Shire Hall jako poslední muži v Británii odsouzeni chartisté John Frost, Zephaniah Williams a William Jones k smrti „zabití oběšením, vykucháním a rozčtvrcením“ poté, co byli shledáni vinnými zradou za svou účast na Newportském povstání. Tresty byly ovšem později zmírněny na vyhnanství ve van Diemenově zemi (dnes Tasmánie). V letech 1857 až 1883 byly postaveny čtyři železnice vedoucí do Monmouthu: Monmouth–Pontypool, Monmouth–Ross-on-Wye, Monmouth–Chepstow a Monmouth–Coleford. Ani jedna z nich už nefunguje, byly uzavřeny v letech 1917 až 1964.
Ke konci 19. století a na začátku dvacátého století se do dějin Monmouthu zapsala rodina Rollsů, která si postavila panské sídlo The Hendre hned za městem. V roce 1904 založil Charles Rolls s Henry Roycem novou automobilku Rolls-Royce. Sám Charles Rolls v roce 1910 zahynul ve věku 32 let při letecké nehodě; jeho památku připomíná socha Charlese Rollse na Agincourtském náměstí. V kostele zasvěceném Marii je památník mužům, kteří zahynuli na lodi HMS Monmouth, která byla potopena s celou posádkou německými křižníky SMS Scharnhorst a SMS Gneisenau 1. září 1914 v bitvě u Coronelu nedaleko chilského pobřeží; každoročně se zde koná vzpomínkový obřad. Celkem pojmenovalo Královské námořnictvo po Monmouthu sedm lodí, včetně fregaty typu 23 Norfolk, které byla spuštěna v roce 1991 a ještě je ve službě.
Monmouth zůstal po většinu 20. století klidným a usedlým městem. Od roku 1959 neměl železniční spojení pro osobní přepravu, ale výrazně se zlepšilo jeho napojení na silniční síť zejména díky výstavbě A40 v roce 1966. To dále podpořilo rozrůstání města; přibyla předměstí za řekami Wye a Monmow na jihovýchodě, západě a severu od historického centra.

## První WikiMěsto na světě
Tabule u vjezdu do Monmouthu hlásí, že jde o první WikiMěsto na světě: World's First Wikipedia Town. Na zajímavých objektech jsou zde umístěny QR kódy, které zájemcům o informace na chytrých telefonech rovnou zobrazí příslušné heslo na Wikipedii.